# Volksabstimmungen in der Schweiz 1880
Dieser Artikel bietet eine Übersicht der Volksabstimmungen in der Schweiz im Jahr 1880.
In der Schweiz fand auf Bundesebene eine Volksabstimmung statt, im Rahmen eines Urnengangs am 31. Oktober. Dabei handelte es sich um ein obligatorisches Referendum.

## Abstimmung am 31. Oktober 1880

### Ergebnis
| Nr. | Vorlage | Art | Stimm- berechtigte | Abgegebene Stimmen | Beteiligung | Gültige Stimmen | Ja      | Nein    | Ja-Anteil | Nein-Anteil | Stände | Ergebnis |
| --- | --- | --- | ------------------ | ------------------ | ----------- | --------------- | ------- | ------- | --------- | ----------- | ------ | -------- |
| 22  | Bundesbeschluss betreffend den durch das Volksbegehren vom 3. August 1880 gestellten Antrag auf Revision der Bundesverfassung | OR  | 641'576            | k. A.              | k. A.       | 381'225         | 121'099 | 260'126 | 31,77 %   | 68,23 %     | –      | nein     |

### Antrag auf Revision der Bundesverfassung
Wenige Jahre nach dem Scheitern des Banknotengesetzes 1876 war der Bundesrat der Ansicht, dass die Missstände bei der Ausgabe von Banknoten noch grösser geworden seien und eine Zentralisierung angestrebt werden müsse. Der Schaffhauser Nationalrat Wilhelm Joos begann daraufhin mit der Unterschriftensammlung für eine entsprechende Verfassungsänderung. Es war jedoch umstritten, ob eine ausformulierte Volksinitiative für eine derartige Teilrevision überhaupt zulässig sei. Der Bundesrat und der von ihm beauftragte Rechtsgutachter Johann Konrad Kern beurteilten sie als «konstitutionell unstatthaft», erlaubt sei gemäss Bundesverfassung nur eine formulierte Initiative auf Totalrevision. Entsprechend verabschiedete das Parlament einen Bundesbeschluss. Die Abstimmungsfrage lautete: «Soll eine Revision der Bundesverfassung stattfinden?» Bei einem Ja hätten beide Parlamentskammern neu gewählt werden müssen, um daraufhin eine Totalrevision vorzubereiten. Im Abstimmungskampf trat die Frage des Banknotenmonopols im Vergleich zur Grundsatzfrage nach einer Totalrevision zunehmend in den Hintergrund. Die freisinnigen Gegner wünschten keine vorschnelle Einführung der Volksinitiative für Teilrevisionen und auch das konservative Lager war gespalten, weil es im Falle einer Totalrevision die Einführung neuer konfessioneller Ausnahmeartikel befürchtete. Nur knapp ein Drittel der Stimmberechtigten befürwortete die Vorlage, eine Mehrheit resultierte nur in den Ostschweizer Kantonen Appenzell Innerrhoden, Glarus, Graubünden, Schaffhausen und St. Gallen.